# Фізкультура і спорт (журнал, Україна)
«Фізкульту́ра і спорт» — популярний ілюстрований місячник, орган Ради Союзу спортивних товариств і організацій УРСР, виходив у Києві із 1957 по 1965 рік. Із 1959 року — в журналі почали друкуватися перші в спортивній пресі Української РСР інтерв'ю-монологи та інтерв'ю-діалоги (у рубриці «В розмові з нашим кореспондентом»).
Із липня 1965 року — перейменований на «Старт».

## Історія
Журнал заснований у 1922 році у Харкові під назвою «Вестник физической культуры». Із 1929 по 1930 рік — видавався у Києві під назвою «Вісник Фізкультури». Із 1931 по 1935 рік — «Фізкультурник України». Із 1936 по 1941 рік —   «Спорт».
У 1941-1957 роках — тимчасово не видавався. 
Під назвою «Фізкультура і спорт» — почав виходити у 1957 році. Щомісяця. Як друковане видання Ради Союзу спортивних товариств і організацій УРСР.
Головним редактором журналу був Георгій Птиця. Технічним редактором — Б. Натанов. Художнім редактором — Ю. Раєвський.
Журнал висвітлював роботу тренерів, спортивних навчальних закладів, інформував про спортивні рекорди і досягнення українських спортсменів.
Із 1959 року — в журналі почали друкуватися перші в спортивній пресі Української РСР інтерв'ю-монологи та інтерв'ю-діалоги (у рубриці «В розмові з нашим кореспондентом»).
Із 1957 по 1962 рік — виходив накладом 30 000 примірників. Із 1963 по 1964 рік — 42 000. У 1965 році — 50 0000.
У липні 1965 року — журнал перейменували на «Старт».

### Рубрики
- «Клуб воротарів Льва Яшина»
- «Футбол»
- «Бесіди про футбольні проблеми»
- «Чому суддя дає свисток»
- «Школа молодого футболіста»
- «Гранди світового футболу»
- «Шашки»
- «Шахи»
- «Зірки зарубіжного футболу»
- «Бум навколо м'яча»
- «Національні види спорту»
- «Наука і спорт»
- «Спорт, якого ми не знаємо»
- «Книжкова полиця»
- «Невигадані оповідання»
- «Чому ми так говоримо?»
- «Цікаво знати, що…»
- «Жарти на трибунах»
- «Без коментарів»
- «Під холодний душ»
- «Про все потроху»
- «Сторінки історії»
- «З іноземного гумору»
- «Колючі жарти»
- «Буває ж таке»
- «Гримаси буржуазного спорту»
- «В розмові з нашим кореспондентом» (тут з 1959 друкувалися перші в спортивній пресі УРСР інтерв'ю-монологи та інтерв'ю-діалоги)
- «На теми виховання»
- «Спасибі спортові»
- «З історії Олімпійських ігор»
- «Спорт і здоров'я»
- «Сила, здоров'я, краса»
- «Наш клуб здоров'я» (під гаслом «для розвитку сили»)
- «Студія атлетизму»
- «Клуб атлетичної гімнастики»
- «Жінка і спорт»
- «Бесіди про комплекс ГПО»
- «Вчись аутогенному тренуванню»
- «У колективах фізкультури»
- «Наш календар»
- «Студентське життя»
- «На прохання читачів»
- «Фальстарт»
- «День листа»
- «Після Фальстарту»
- «Старти і жарти»
- «Алло, вас слухає лікар!»
- «Клас Котигорошко»
- «Гімнастика для всіх»
- «На теми моралі»
- «Трибуна майстра»

### Автори
- Тарас Франко (*1889-†1971)
- Леонід Ордін (*1898-†1970-ті)
- Семен Привіс
- Зосима Синицький (*1904-†1994)
- Леонід Горіловський (*1912-†1993)
- Борис Аров (*1919-†2016)
- Аркадій Галинський (*1922-†1996)
- Кім Пушкарьов (*1925-†1977)
- Леонід Каневський (*1931-†2001)
- Людмила Радченко (*1932)
- Юрій Грот (*1932-†2011)
- Ігор Засєда (*1932-†2006)
- Володимир Маєвський (*1932)
- Ян Димов (*1935-†2007)
- Всеволод Дмитрук
- Валерій Мирський (*1938)